# 里克特冰川
里克特冰川（英語：Richter Glacier），是南極洲的冰川，位於瑪麗伯德地的愛德華七世地，處於斯科特冰原島峰以西18公里，全長18公里，美國地質調查局根據測量和該國海軍的空中照片繪入地圖，現時由南極條約體系管理。